# Sarmizegetusa Regia

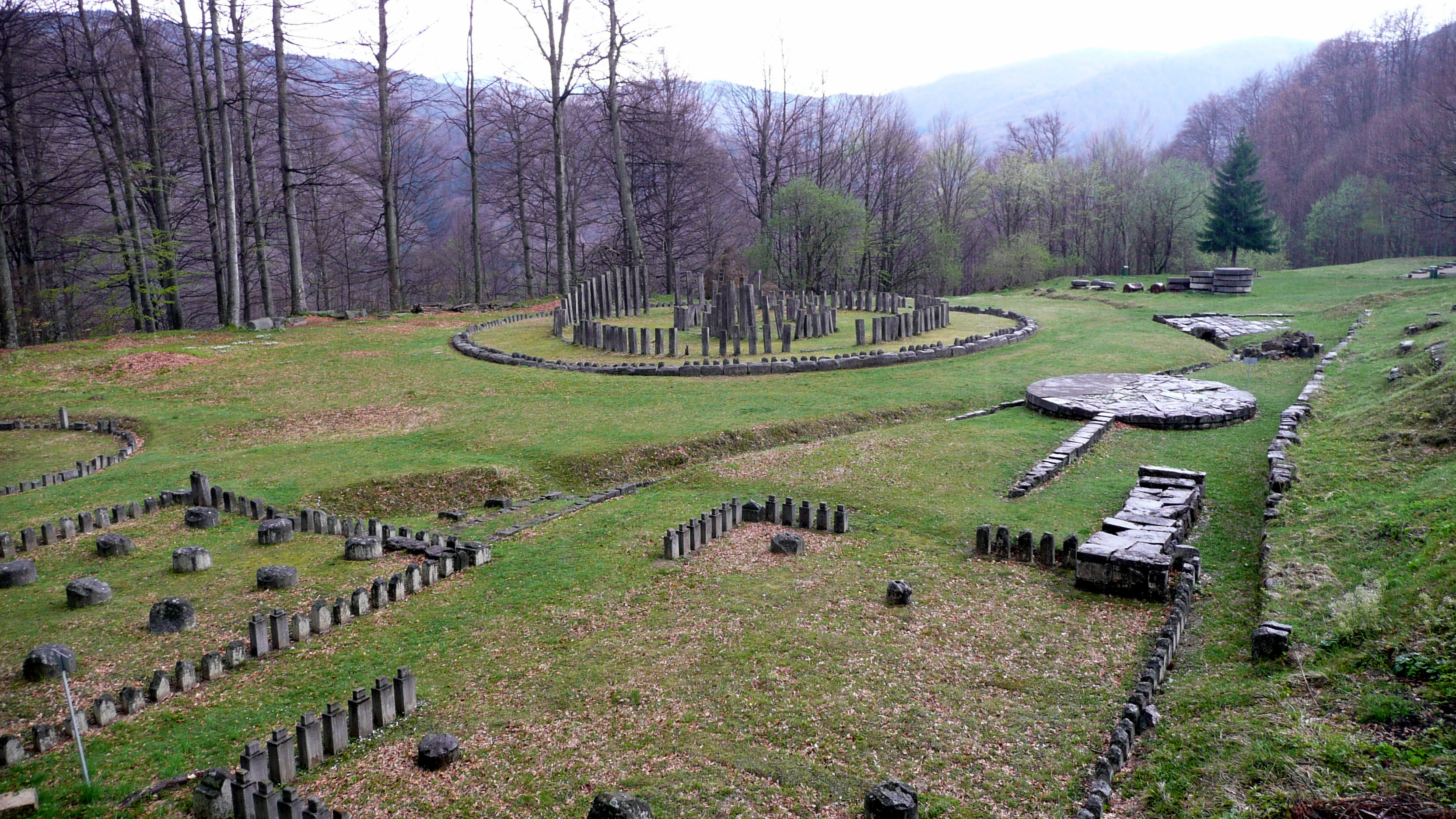
Phế tích ngôi đền tại pháo đài Dacia cổ đại ở Sarmizegetusa

Sarmizegetusa Regia(còn làSarmisegetusa, Sarmisegethusa, Sarmisegethuza, Ζαρμιζεγεθούσα (Zarmizegethousa), Ζερμιζεγεθούση (Zermizegethouse)) là một địa danh trong lịch sử Romania. Sarmizegetusa Regia là kinh đô của Dacia. Đây đã là kinh đô và trung tâm quân sự,tôn giáo và chính trị quan trọng nhất của Dacia. Được xây dựng trên đỉnh của một ngọn núi cao 1.200 mét, các pháo đài là cốt lõi của hệ thống phòng thủ chiến lược ở vùng núi Orăştie (Romania ngày nay), bao gồm sáu thành trì. Sarmizegetusa Regia là kinh đô của người Dacia trước khi các cuộc chiến tranh với đế chế La Mã xảy ra.
Không nên nhầm lẫn với Sarmizegetusa Ulpia, thủ phủ của Dacia La Mã được xây dựng bởi Hoàng đế La Mã Trajan, không phải là thủ đô Dacia, nằm cách đó khoảng 40 km. Sarmizegetusa Ulpia, được phát hiện trước đó, được biết đến đã có trong đầu những năm 1900, và ban đầu bị nhầm lẫn với thủ đô Dacia. Điều này chắc chắn đã dẫn đến không chính xác liên quan đến các cuộc chiến tranh Dacia và hệ thống quân sự của người Dacia chỉ dựa trên những thông tin không đầy đủ.